# Micropoltys placenta
Espèce
Micropoltys placenta est une espèce d'araignées aranéomorphes de la famille des Araneidae.

## Distribution
Cette espèce est endémique de Nouvelle-Guinée occidentale en Indonésie. Elle se rencontre à Wakobi.

## Description
La carapace de la femelle holotype mesure 1,38 mm de long sur 1,08 mm de large.

## Publication originale
- Kulczyński, 1911 : Spinnen aus Nord-Neu-Guinea. Nova Guinea. Résultats de l'expédition Scientifique néerlandaise a la Nouvelle-Guinée en 1903 sous les auspices d'Arthur Wichmann. Leiden, Zool., vol. 3, no 4, p. 423-518.